# Lý Nam Đế
Lý Nam Đế (nato Lý Bôn; Kinh Bắc, 17 ottobre 503 – 13 aprile 548) è stato il re del Vạn Xuân, della quale è stato il creatore.

## Biografia
Nato nel 503 da Ly Cạnh e Lê Thị Oánh, due rifugiati cinesi che fuggirono dal potere di Wang Mang. Lý Bôn era un magistrato della regione di Giao Châu, nell'odierno Vietnam, corrispondente alla città di Hanoi. Nel 541 la Cina era in continua guerra con le dinastie del Nord e del Sud, ciò frusto Lý Bôn che dopo essersi dimesso dal suo incarico, radunò la nobiltà e le tribù locali nella valle del fiume Rosso, mobilitando le truppe imperiali e la flotta navale di Giao Châu, guidando un'insurrezione contro la dinastia Liang che si concluse con successo nel 543.
L'anno successivo nel febbraio 544, Lý Bôn si autoproclamò imperatore con il nome Lý Nam Đế, ribattezzando il suo regno Vạn Xuân, letteralmente Eterna Primavera.

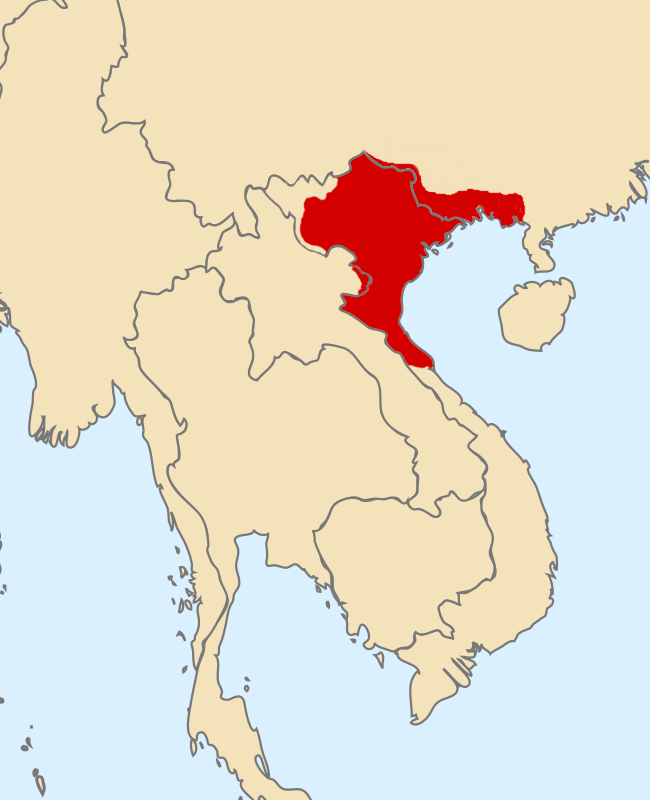
Mappa del regno di Vạn Xuân

Lý Nam Đế stabilì la sua capitale a Long Biên (l'odierna Hanoi), circondandosi di una leadership efficace nei campi militari e amministrativi, inoltre fece costruire enormi fortezze in posizioni strategiche, fondo la prima università nazionale, attuò riforme agrarie e promosse l'alfabetizzazione della popolazione.
La stabilità del regno non durò a lungo, infatti nell'ottobre 544, la dinastia Liang decise di vendicarsi inviando 120.000 truppe imperiali per riconquistare la regione con a comando Trần Bá Tiên. Entro la primavera del 545 l'esercito aveva già assediato e devastato molte città. La sua iniziale invasione fu bloccata dalle forze imperiali di Lý per mesi. Tuttavia, nell'inverno del 545, l'esercito sferrò un attacco a sorpresa alla capitale durante la stagione dei monsoni. Le forze imperiali di Lý furono prese alla sprovvista e l'amministrazione imperiale fu costretta ad abbandonare Long Biên e fuggì verso ovest nel vicino regno del Laos. Nel febbraio 548, a causa di una malattia, abbandonò l'autorità imperiale e trasferì il suo potere al fratello maggiore Lý Thiên Bảo e Triệu Quang Phục.
Nell'aprile 548, dopo aver sofferto di gravi malattie per mesi, Lý Nam Đế morì in Laos mentre combatteva le forze di Liang quando gli uomini della tribù laotiani locali lo assassinarono nella speranza di allontanare l'esercito invasore di Liang.